# Triesen
Triesen je třetí největší obec v Lichtenštejnsku. Žije zde přibližně 5 200 obyvatel.
Nachází se v ní několik kostelů z 15. století. Součástí je historický monument, mlýn z roku 1863.